# Всесміх
Всесміх — канадський двомовний гумористично-сатиричний журнал української діаспори, заснований у серпні 1991 року в Торонто.

## Відомості
Лауреат премії імені Петра Сагайдачного, переможець конкурсів українських сатирично-гумористичних видань світу, а також Канадського клубу етнічних журналістів і письменників за серію ілюстрованої політичної сатири.
Розповсюджується у девʼятьох країнах світу. Виходить щомісяця в електронній і друкованій версіях.
Засновник, редактор і видавець — Раїса Галешко.

## Автори журналу
Від 1995 року і донині постійним автором, членом редколегії є український письменник Степан Герилів, а у 2001 був виконавчим редактором журналу.
Журнал друкує фейлетони, гуморески, анекдоти, карикатури діаспорних та українських авторів, зокрема гумористів — Ганни Черінь, М. Костки-Понятовського, Р. Колісника, В. Сірського, Павла Глазового, М. Савчука, П. Ребра, Євгена Дударя, а також карикатуристів — В. Маґаса, І. Яціва, В. Шевченка, С.Мілуся, О. Талімонова, В. Лазунька.